# Национална фашистичка партија
Национална фашистичка партија (итал. Partito Nazionale Fascista, PNF), познатија као Фашистичка партија, била је политичка странка у Италији од 1921. до 1943. године.
Бенито Мусолини, први и последњи вођа партије, био је именован за дучеа Италије 1925. године од стране италијанског краља Виторија Емануела III. Фашисти су, затим, успоставили тоталитарни режим.
Фашистичка идеологија се борила против комунизма, либерализма и демократије, и залагала се за формирање централизоване ауторитативне власти у тоталитарној држави.